# Everlo (havezate)

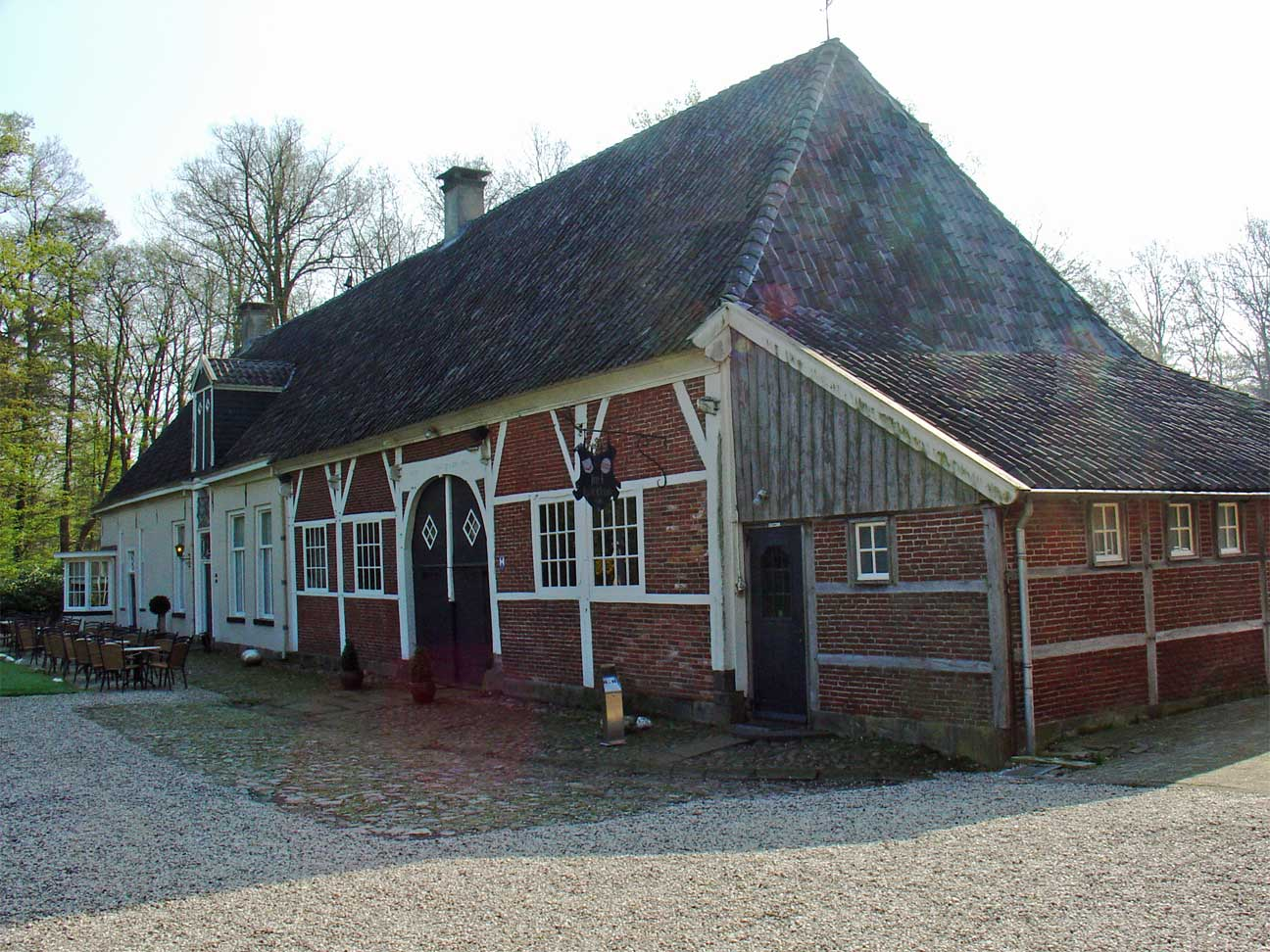
Havezathe Het Everloo in Volthe

Het Everlo is een havezate in de buurtschap Volthe in de Nederlandse gemeente Dinkelland.
De oorspronkelijk havezate is in het begin van de 19e eeuw afgebroken. Het bijbehorende bouwhuis uit 1704 was vanaf 1714 in gebruik als woonhuis. In 1813 werd het landgoed Het Everlo gekocht door de predikant Johannes Palthe. Zijn nakomelingen beheerden het landgoed tot 2005. In dat jaar werd het landgoed (circa 25 ha) met opstallen verkocht aan Natuurmonumenten die de opstallen in hetzelfde jaar doorverkocht aan een horeca-ondernemer. Deze ondernemer opende de als 'pannenkoekenhuis' gekende havezate opnieuw als horecabedrijf en evenementenlocatie. Er werden in de bijgebouwen verschillende overnachtingsmogelijkheden gecreëerd.
De naam van de Palthendijk, die van de havezate Het Everlo door het natuurgebied het Roderveld loopt, vormt een herinnering aan de familie Palthe (later Racer Palthe geheten), die het landgoed bijna tweehonderd jaar heeft geëxploiteerd.
Op Het Everlo vond op 27 december 1953 een symposium plaats waarop Nederlandse en Duitse sprekers van het Nedersaksisch van gedachten wisselden over het uitbouwen van het Nedersaksisch als cultuurtaal. Met name de voordracht van taalkundige Arnold Rakers uit de Graafschap Bentheim, 'Het wezen van de moderspråke en språåkůnderzöök' (zijn Everlo-preutien), maakte bij de aanwezigen veel los. De taalkundige Hendrik Entjes schreef later dat met 'Everlo' 'een Nedersaksische interregionalistische beweging op gang [kwam] geïnspireerd door ideeën die Rakers daar toen ontvouwde.' Deze Nedersaksische Beweging omvatte onder meer het ontwerpen van een internationaal spellingssysteem voor het Nedersaksisch, de lancering van literair tijdschrift 't Swieniegeltje en de oprichting van een reeks regionale en provinciale schrieverskringen.

## Afbeeldingen

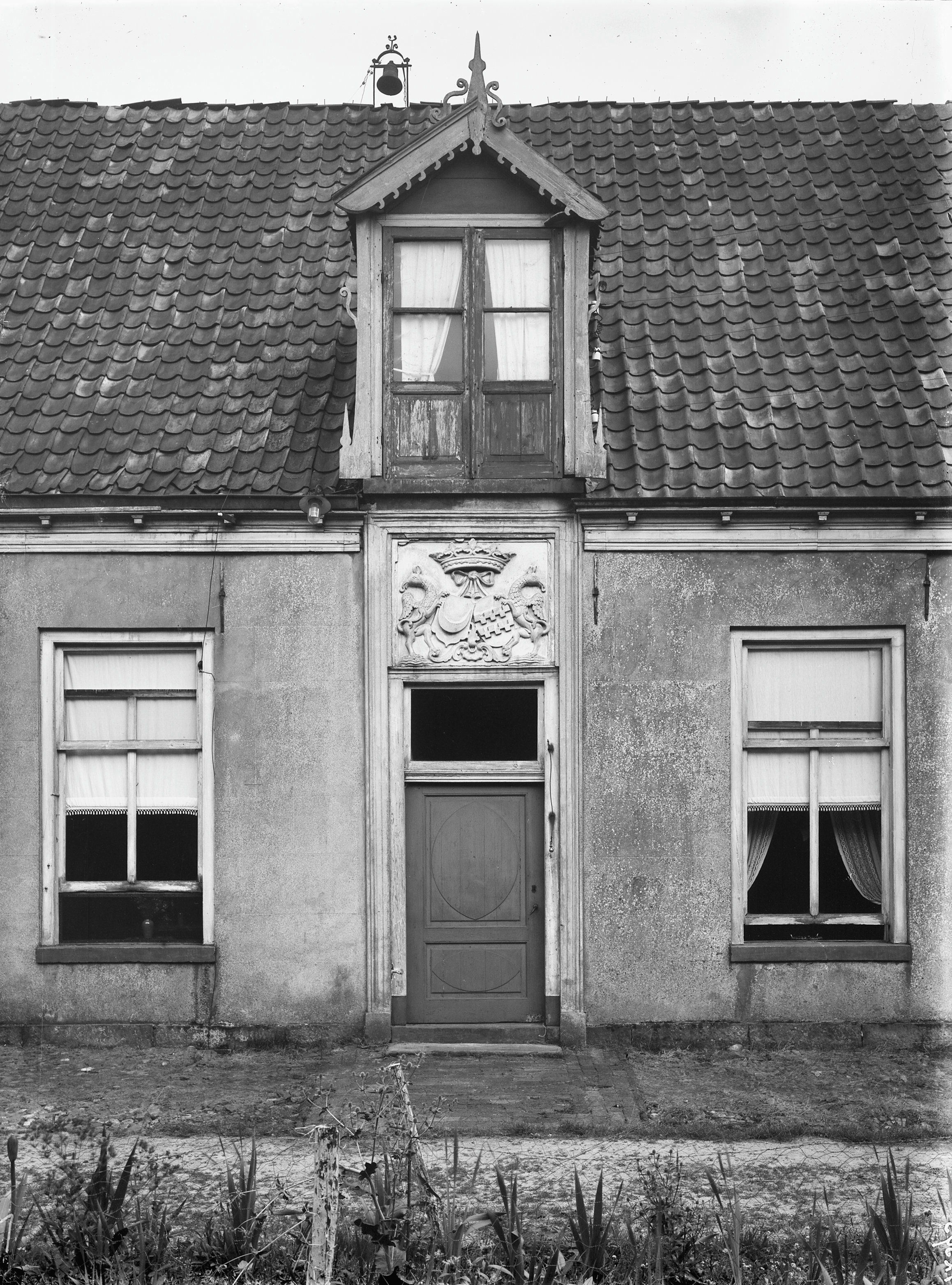
Voorgevel bouwhuis in 1931
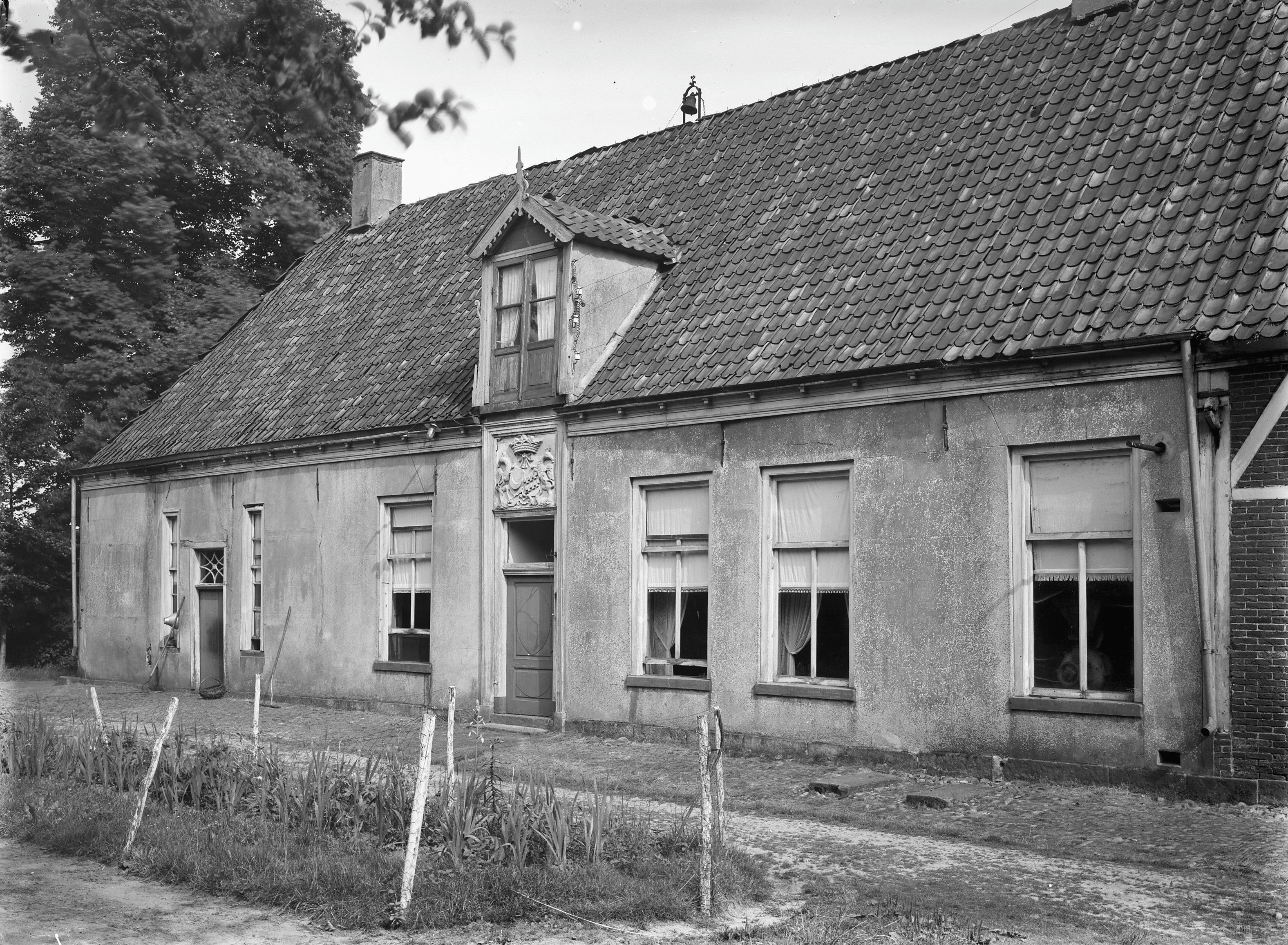
Bouwhuis voor renovatie (1931)
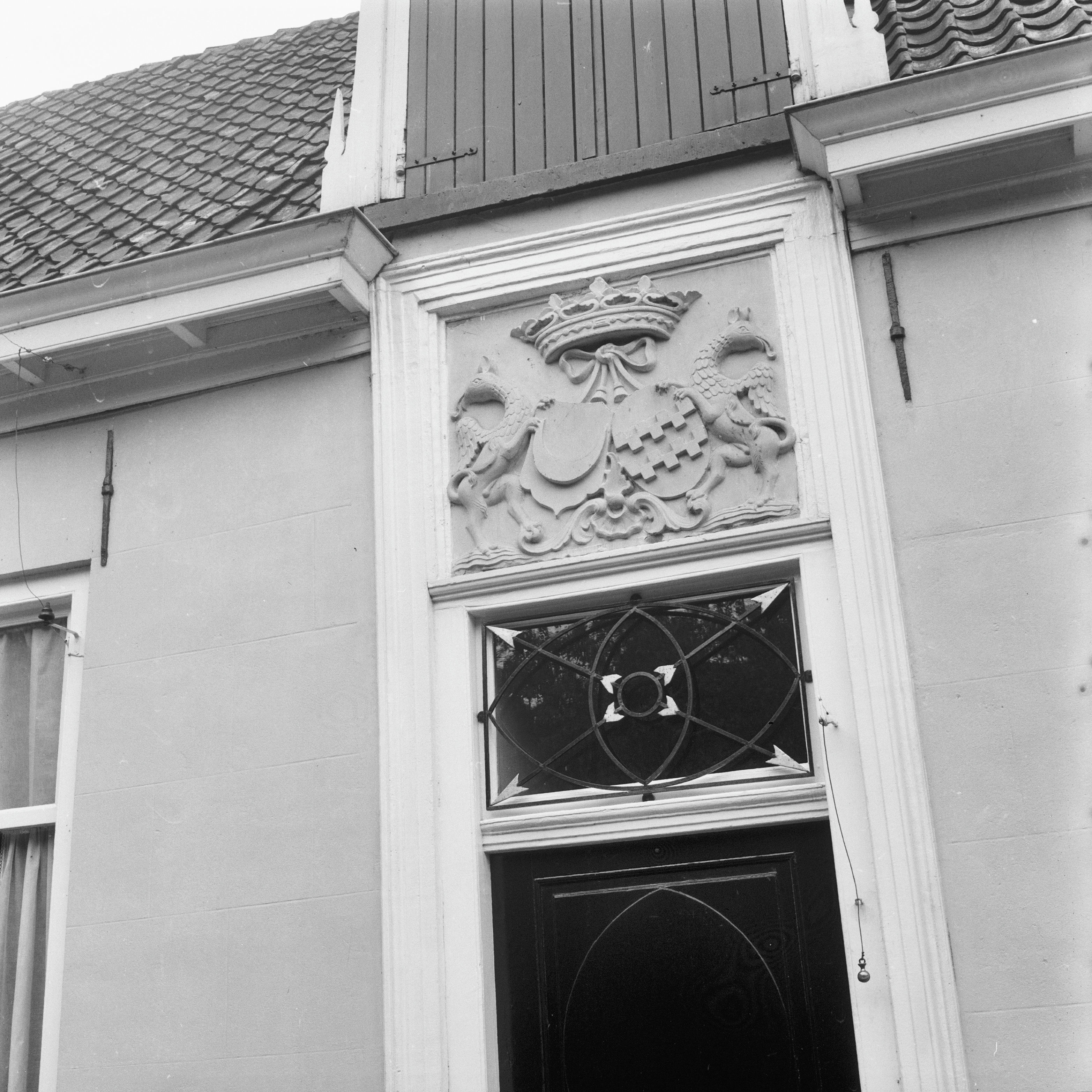
Wapen boven de ingang in 1962
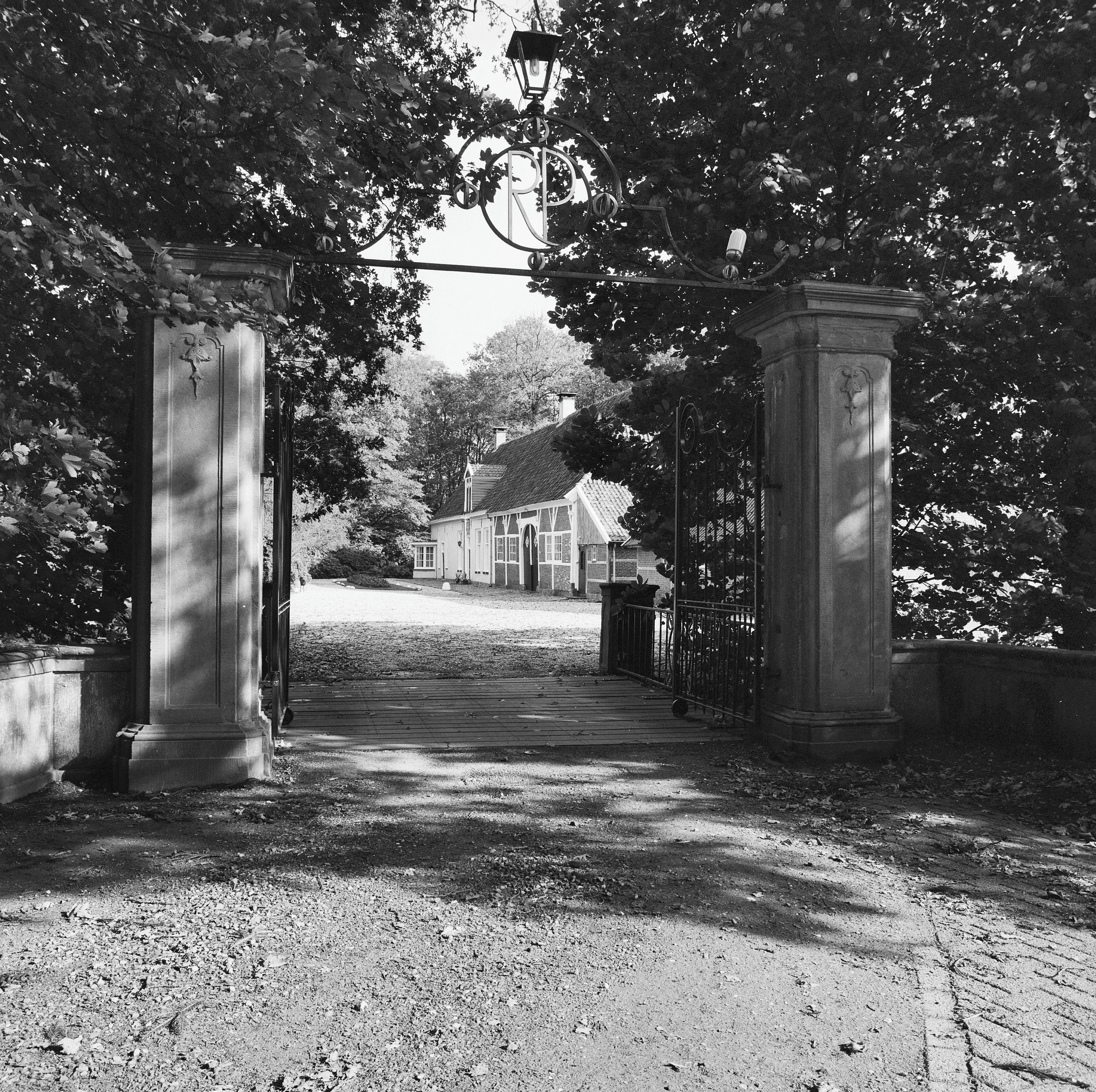
Toegangshek in 1997